# Soyedina vallicularia
Soyedina vallicularia är en bäcksländeart som först beskrevs av Wu, C.F. 1923.  Soyedina vallicularia ingår i släktet Soyedina och familjen kryssbäcksländor. Inga underarter finns listade i Catalogue of Life.

## Bildgalleri

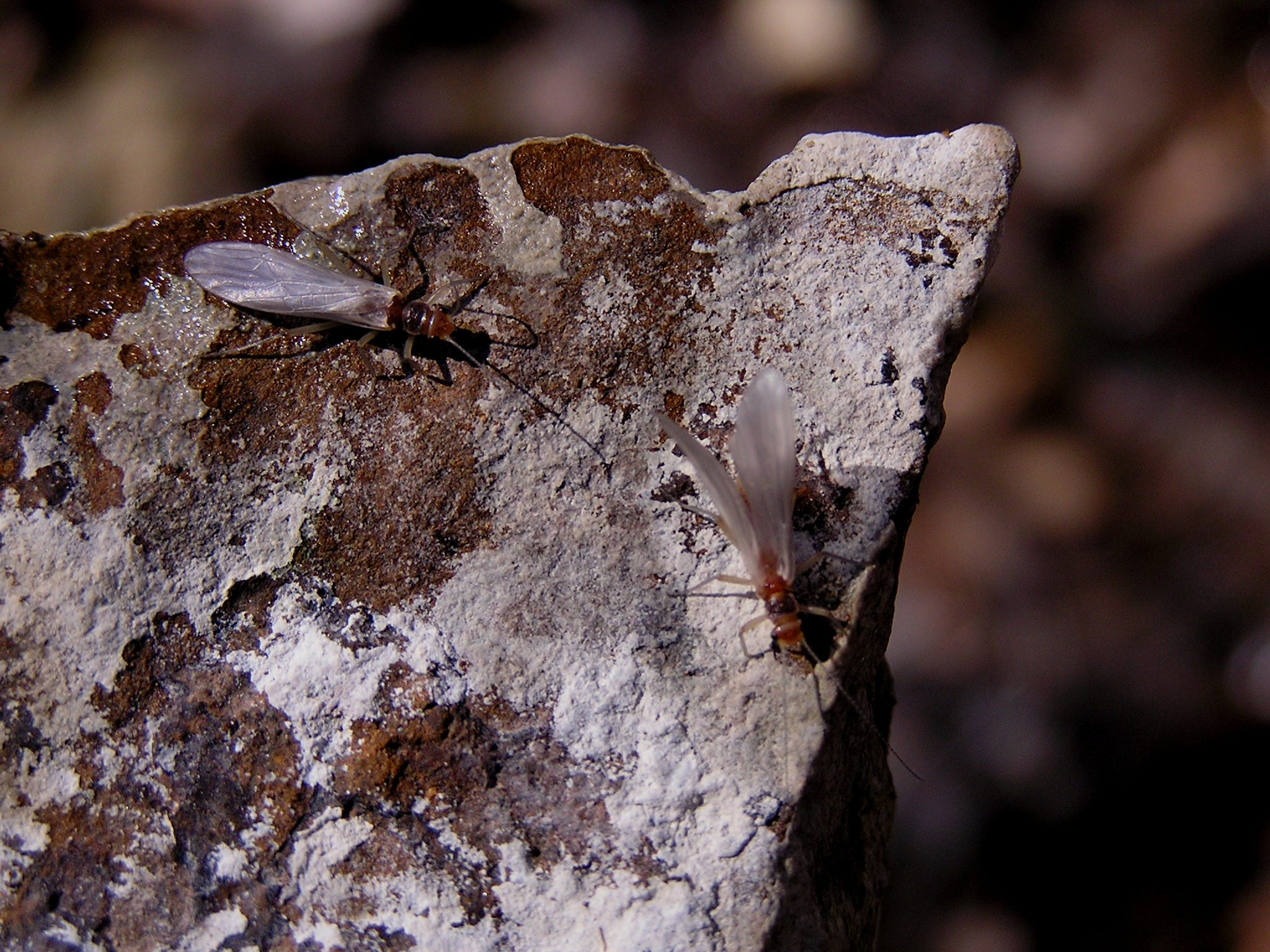